# 美丽蛇根草
美丽蛇根草（学名：Ophiorrhiza rosea）为茜草科蛇根草属的植物。分布于泰国、缅甸、印度、锡金以及中国大陆的云南、西藏等地，生长于海拔1,300米至2,100米的地区，多生于阔叶林下，目前尚未由人工引种栽培。